# بلينة ريشية
بلينة ريشية (الاسم العلمي:Plinia pinnata) هي نوع من النباتات يتبع جنس البلينة من الفصيلة الآسيّة.